# Chiesa di San Frediano a Settimo
La chiesa di San Frediano a Settimo si trova nell'omonima frazione del comune di Cascina. Essa è detta anche a Lama e risulta attestata per la prima volta il 24 settembre 1178.

## Storia
La chiesa divenne prepositura nell'anno 1455, per decreto dell'arcivescovo Giuliano de' Ricci pur rientrando sotto la giurisdizione della pieve di San Casciano a Settimo.
La chiesa è dedicata al culto di San Frediano, vescovo di origine irlandese al quale si attribuì il prodigio della miracolosa deviazione del fiume Auser (Serchio).
Il toponimo "Settimo" individuava la località posta al settimo miglio sulla via romana che, sulla riva sinistra del fiume Arno conduceva a Firenze, corrispondente all'attuale San Benedetto a Settimo, nel comune di Cascina.

## Descrizione
La chiesa di San Frediano, nata inizialmente come chiesa con pianta rettangolare ad aula unica, fu ampliata nel 1787 con l'aggiunta del nuovo coro quadrangolare, ai cui lati si aprivano due stanze che conducevano a destra in sagrestia e a sinistra nel vecchio cimitero, oggi non più conservato. Il progetto fu realizzato da Giovanni Andreini, autore in quegli anni di numerosi e importanti interventi in chiese della città e del territorio.
All'interno della chiesa è presente un dipinto raffigurante San Pietro, risalente alla fine del Settecento ed attribuito al pittore Giovanni Battista Tempesti.
La parrocchia nel 1833 annoverava 1 087 abitanti.